# Карсон (индейская колония)
Карсон (англ. Carson Colony) — индейская колония народа вашо, расположенная в западно-центральной части штата Невада, США. 

## История
Племя вашо — признанное на федеральном уровне индейское племя, организованное в соответствии с Законом о реорганизации индейцев 1934 года. Племя состоит из четырёх общин: трёх в Неваде (Карсон, Стюарт-Коммьюнити, Дресслервилл) и одной в Калифорнии (Вудфордс). Индейская колония Карсон была основана в 1917 году.

## География
Колония находится в центральной части территории независимого города Карсон-Сити. Она состоит из одного участка. Общая площадь Карсон составляет 0,731 км². Штаб-квартира племени находится в городе Гарднервилл.

## Демография
В 1991 году в Карсон проживало 275 членов племени.
По данным федеральной переписи населения 2010 года, в колонии проживало 242 человека. Согласно федеральной переписи населения 2020 года в Карсон проживало 238 человек, насчитывалось 104 домашних хозяйств и 84 жилых дома. Средний возраст, проживающих в колонии, составлял 37,3 года. Средний доход на одно домашнее хозяйство в индейской колонии составлял 55 833 доллара США. Около 32,6 % всего населения находились за чертой бедности, в том числе 52,7 % тех, кому ещё не исполнилось 18 лет, и 21,7 % старше 65 лет.
Расовый состав распределился следующим образом: белые — 19 чел., афроамериканцы — 0 чел., коренные американцы (индейцы США) — 198 чел., азиаты — 0 чел., океанийцы — 0 чел., представители других рас — 0 чел., представители двух или более рас — 21 человек; испаноязычные или латиноамериканцы любой расы составили 16 человек. Плотность населения составляла 325,6 чел./км².

## Комментарии
1. ↑  Сам город не входит в состав резервации, а является лишь штаб-квартирой племени.